# Hyboella aberrans
Hyboella aberrans är en insektsart som beskrevs av Ichikawa 1994. Hyboella aberrans ingår i släktet Hyboella och familjen torngräshoppor. Inga underarter finns listade i Catalogue of Life.